# 高倉範久
高倉 範久（たかくら のりひさ、明応2年（1493年） - 天文15年5月5日（1546年6月3日））は、戦国時代の公家。権大納言・四辻季経の四男、左近衛少将・高倉範音の養嗣子。官位は正三位・参議。高三位と号す。

## 経歴
権大納言・四辻季経の四男として生まれるが、戦国時代初期の文明2年（1470年）頃に高倉範音が没して絶家となっていた高倉家を継ぐ。文亀元年（1501年）従五位下に叙爵し、永正6年（1509年）侍従に任官する。
永正10年（1513年）正五位下・左近衛少将に叙任されるが、永正16年（1519年）少納言兼侍従と文官に遷る。永正18年（1521年）従四位下、大永5年（1525年）従四位上、大永8年（1528年）正四位下と昇進し、天文2年（1533年）従三位に叙せられ高倉範春以来高倉家として五代ぶりに公卿に昇る。
その後、天文7年（1538年）正三位に昇叙されると、天文13年（1544年）参議に任ぜられ、鎌倉時代前期の高倉範茂以来高倉家として八代約300年ぶりに議政官となった。天文15年（1546年）5月5日に大中風のため薨去。享年54。

## 官歴
『諸家伝』による。
- 文亀元年（1501年） 6月25日：叙爵（従五位下）
- 永正6年（1509年） 6月21日：侍従
- 永正7年（1510年） 正月7日：従五位上
- 永正10年（1513年） 4月1日：正五位下。9月6日：左近衛少将
- 永正16年（1519年） 7月26日：少納言。7月27日：兼侍従
- 永正18年（1521年） 3月26日：従四位下、少納言侍従如元
- 大永2年（1522年） 3月29日：兼周防権守
- 大永5年（1525年） 12月30日：従四位上
- 大永6年（1526年） 4月29日：新帝昇殿
- 大永8年（1528年） 正月28日：正四位下
- 天文2年（1533年） 2月27日：従三位（五代中絶上階例）、去少納言
- 天文7年（1538年） 正月5日：正三位
- 天文13年（1544年） 正月4日：参議（八代中絶参議例）。3月19日：兼伊予権守
- 天文15年（1546年） 5月5日：薨去（大中風）